# هيو بي. سكوت
هيو بي. سكوت (بالإنجليزية: Hugh B. Scott)‏ هو محامي وقاضي أمريكي، ولد في 1949 في أمهيرست في الولايات المتحدة.